# Niklas Nordgren
Niklas Nordgren (né le 28 juin 1979 à Örnsköldsvik en Suède) est un joueur professionnel de hockey sur glace.

## Carrière
Nordgren commence sa carrière en jouant dans son pays pour le MODO hockey au niveau junior en 1996-97. Au cours de l'été 1997, il participe au repêchage d'entrée dans la Ligue nationale de hockey et est choisi lors de la huitième ronde par les Hurricanes de la Caroline en tant que 195e joueur au total.
Il choisit de rester dans son pays et il fait ses débuts en tant que professionnel en 1998-99 avec le MODO. En 2001-02, il rejoint le club du Timrå IK et y reste pour quatre saisons. En 2005, il rejoint l'Amérique du Nord et partage la saison entre la LNH et la Ligue américaine de hockey avec l'équipe affiliée aux Hurricanes, les Lock Monsters de Lowell.
Peu de temps avant le dernier jour possible d'échange lors de la saison 2005-2006, Mark Recchi, joueur des Penguins de Pittsburgh renonce à sa clause de non-échange alors que son équipe est d’ores et déjà éliminés de la course aux séries. Il rejoint alors les Hurricanes en échange de Krystofer Kolanos, d'un choix de seconde ronde du repêchage de 2007 et de Nordgren. Il finit la saison en jouant quelques matchs avec les Penguins avant de rentrer en Europe et de signer pour le club des Rapperswil-Jona Lakers de la Ligue nationale A en Suisse.

## Statistiques
| Saison    | Équipe                    | Ligue       |    | Saison régulière | Saison régulière | Saison régulière | Saison régulière | Saison régulière |   | Séries éliminatoires | Séries éliminatoires | Séries éliminatoires | Séries éliminatoires | Séries éliminatoires |
| Saison    | Équipe                    | Ligue       | PJ | B                | A                | Pts              | Pun              | PJ               | B | A                    | Pts                  | Pun                  |                      |                      |
| 1996-1997 | MODO hockey               | Suède jr.   | 22 | 14               | 6                | 20               |                  |                  |   |                      |                      |                      |                      |                      |
| 1996-1997 | MODO hockey               | Elitserien  | 5  | 0                | 0                | 0                | 0                |                  |   |                      |                      |                      |                      |                      |
| 1997-1998 | MODO hockey               | Suède jr.   | 28 | 15               | 15               | 30               | 52               |                  |   |                      |                      |                      |                      |                      |
| 1998-1999 | MODO hockey               | Elitserien  | 7  | 0                | 0                | 0                | 2                |                  |   |                      |                      |                      |                      |                      |
| 1998-1999 | MODO hockey               | Suède jr.   | 1  | 0                | 0                | 0                | 2                |                  |   |                      |                      |                      |                      |                      |
| 1998-1999 | Örnsköldsviks SK          | Division 1  | 25 | 9                | 5                | 14               | 22               |                  |   |                      |                      |                      |                      |                      |
| 1999-2000 | IF Sundsvall Hockey       | Allsvenskan | 37 | 21               | 11               | 32               | 58               |                  |   |                      |                      |                      |                      |                      |
| 2000-2001 | IF Sundsvall Hockey       | Allsvenskan | 35 | 22               | 19               | 41               | 57               |                  |   |                      |                      |                      |                      |                      |
| 2001-2002 | Timrå IK                  | Elitserien  | 49 | 8                | 6                | 14               | 16               |                  |   |                      |                      |                      |                      |                      |
| 2002-2003 | Timrå IK                  | Elitserien  | 47 | 20               | 23               | 43               | 40               | 10               | 1 | 4                    | 5                    | 4                    |                      |                      |
| 2003-2004 | Timrå IK                  | Elitserien  | 46 | 13               | 15               | 28               | 44               | 10               | 4 | 1                    | 5                    | 32                   |                      |                      |
| 2004-2005 | Timrå IK                  | Elitserien  | 46 | 19               | 17               | 36               | 71               | 7                | 0 | 2                    | 2                    | 6                    |                      |                      |
| 2005-2006 | Hurricanes de la Caroline | LNH         | 43 | 4                | 2                | 6                | 30               |                  |   |                      |                      |                      |                      |                      |
| 2005-2006 | Lock Monsters de Lowell   | LAH         | 8  | 6                | 4                | 10               | 10               |                  |   |                      |                      |                      |                      |                      |
| 2005-2006 | Penguins de Pittsburgh    | LNH         | 15 | 0                | 0                | 0                | 4                |                  |   |                      |                      |                      |                      |                      |
| 2006-2007 | Rapperswil-Jona Lakers    | LNA         | 41 | 17               | 13               | 30               | 74               | 6                | 1 | 1                    | 2                    | 10                   |                      |                      |
| 2007-2008 | Rapperswil-Jona Lakers    | LNA         | 49 | 20               | 31               | 51               | 127              | 5                | 5 | 1                    | 6                    | 16                   |                      |                      |
| 2008-2009 | Rapperswil-Jona Lakers    | LNA         | 49 | 25               | 28               | 53               | 86               | -                | - | -                    | -                    | -                    |                      |                      |
| 2009-2010 | Rapperswil-Jona Lakers    | LNA         | 39 | 6                | 19               | 25               | 8                | -                | - | -                    | -                    | -                    |                      |                      |
| 2011-2012 | Kloten Flyers             | LNA         | 14 | 4                | 5                | 9                | 14               | 3                | 1 | 1                    | 2                    | 8                    |                      |                      |
| 2012-2013 | Timrå IK                  | Elitserien  | 43 | 8                | 20               | 28               | 30               | 7                | 0 | 1                    | 1                    | 16                   |                      |                      |
| 2013-2014 | MODO hockey               | SHL         | 28 | 1                | 8                | 9                | 28               | 2                | 1 | 0                    | 1                    | 0                    |                      |                      |
| 2014-2015 | MODO Hockey               | SHL         | 51 | 8                | 10               | 18               | 18               | 4                | 0 | 0                    | 0                    | 2                    |                      |                      |